# Arroyo de la Horqueta
Der Arroyo de la Horqueta ist ein Fluss in Uruguay.
Er entspringt auf dem Gebiet des Departamento Canelones wenige Kilometer südwestlich von Castellanos. Von dort fließt er, teilweise parallel zur rechtsseitig verlaufenden Ruta 65, in nordwestliche Richtung und mündet schließlich rechtsseitig in den Arroyo Colorado Grande.